# イオン新潟青山ショッピングセンター
イオン新潟青山ショッピングセンター（イオンにいがたあおやまショッピングセンター）は、新潟県新潟市西区青山二丁目に所在する、イオンリテールが運営する商業施設（総合スーパー）である。

## 概要
前身のジャスコ新潟店（ジャスコにいがたてん）として1979年（昭和54年）8月10日に開業。後身のイオン新潟店（イオンにいがたてん）が施設老朽化などのため2012年（平成24年）2月20日に閉店し、全面改築を行った。2013年（平成25年）4月23日にグランドオープンし、それに先だって同年4月18日のプレオープン（ソフトオープン）をもって店舗施設名を現名称に、核店舗となるイオンの店舗名をイオン新潟青山店（イオンにいがたあおやまてん）に、それぞれ改称している。
現在の店舗施設の店舗面積は約22,254m2で、旧施設の約20,088m2に対して約2,166m2増床され、施設内にはイオンのほか58店舗の専門店街が展開されている。また少子高齢化が著しい近年の近隣地区の現状と住民への配慮を考慮し、店舗構成は全国のイオン店舗としては初めて、シニア層をメインターゲットとした「都市型GMS」とし、ユニバーサルデザインを取り入れてバリアフリー設備を強化したほか、買い上げ商品の即日配達や介助士による買い物サポートなどのサービスが実施されている。またLED照明や太陽光発電、外気エネルギー利用などの環境保全対策も図られている。
なお改築の間、2012年（平成24年）3月21日から2013年（平成25年）3月3日まで、食料品・日用品専門の仮設店舗としてイオン青山食品館（イオンあおやましょくひんかん）を設けていた。

## 歴史
1979年（昭和54年）8月、総合スーパー「ジャスコ新潟店」としてオープン。青山エス・シーが建物の建設と管理を行い、ジャスコが店舗の運営を行う方式で整備された。建物がL字型を模っていたことから「ジャスコL」という愛称も付けられ、広告やコマーシャルなど対外PRで使用された。また青山に所在することから地元住民からは「青山のジャスコ／青山ジャスコ」、或いはそれを略した「青ジャス」という通称でも呼ばれていた。
L字型の店舗には、新潟交通の青山本村バス停やJR越後線の青山駅側に位置する「正面ゲート」、関屋分水路の有明大橋、新潟交通の青山バス停側に位置する「青山ゲート」、同分水路の関屋大橋や新潟交通電車線の東青山駅、新潟交通の東青山バス停側に位置する「関屋ゲート」、新潟交通の青山一丁目バス停や市道大堀線（大堀幹線）側に位置する「平島ゲート」の、計4箇所の出入口が設けられていた（この4ゲートの他に、小規模な出入口が計3箇所設けられていた）。また屋上には駐車場が設けられ、地表部とを連絡するスロープが正面ゲート脇（出入りとも可）と、関屋ゲート脇（入口のみ）の2か所に設置されていた。多客時には敷地内の駐車場だけでは来客車両を賄い切れず、日曜日には隣接する新潟文化自動車学校が休校日となるのに合わせ、練習コースを臨時駐車場として借用するなどして対応していた。
店内のほぼ中心部に当たる平島ゲート付近には「噴水広場」が設けられ、1階・2階・屋上とを連絡するエレベーターとエスカレーターが設置されていた。開店当初はショッピングカートやベビーカー、車椅子などが自走できるスロープが設置されていたが、1980年代後半に実施した大規模改修の際にスロープが撤去され、代わってエスカレーターの新設とエレベーターの大型化によって買い物客の負担軽減や回遊性の強化が図られた。この噴水広場のステージでは、かつて新潟放送（BSN）が毎週日曜午後、ラジオ番組『こちらジャスコ放送局』を生中継で放送していた。
2011年（平成23年）3月1日、イオングループの総合スーパーのブランド統一により、店名を「イオン新潟店」に変更した。
イオンリテールと青山エス・シーでは店舗施設を改修しながら営業を継続し、ピークの1993年（平成5年）には100億円超の年間売上高を記録した。しかし築30年以上を経た後年は施設の老朽化が著しくなるなどしたため、全面改築する方針が決まり、2012年（平成24年）2月20日を以って旧店舗での営業を終了した。閉店直近の売上高は、ピーク時の半分程度にまで落ち込んでいた。またBSNでは改築閉店を記念して、同年2月11日にラジオ特別番組『こちらイオン放送局』を噴水広場から1日限定で復活放送した。

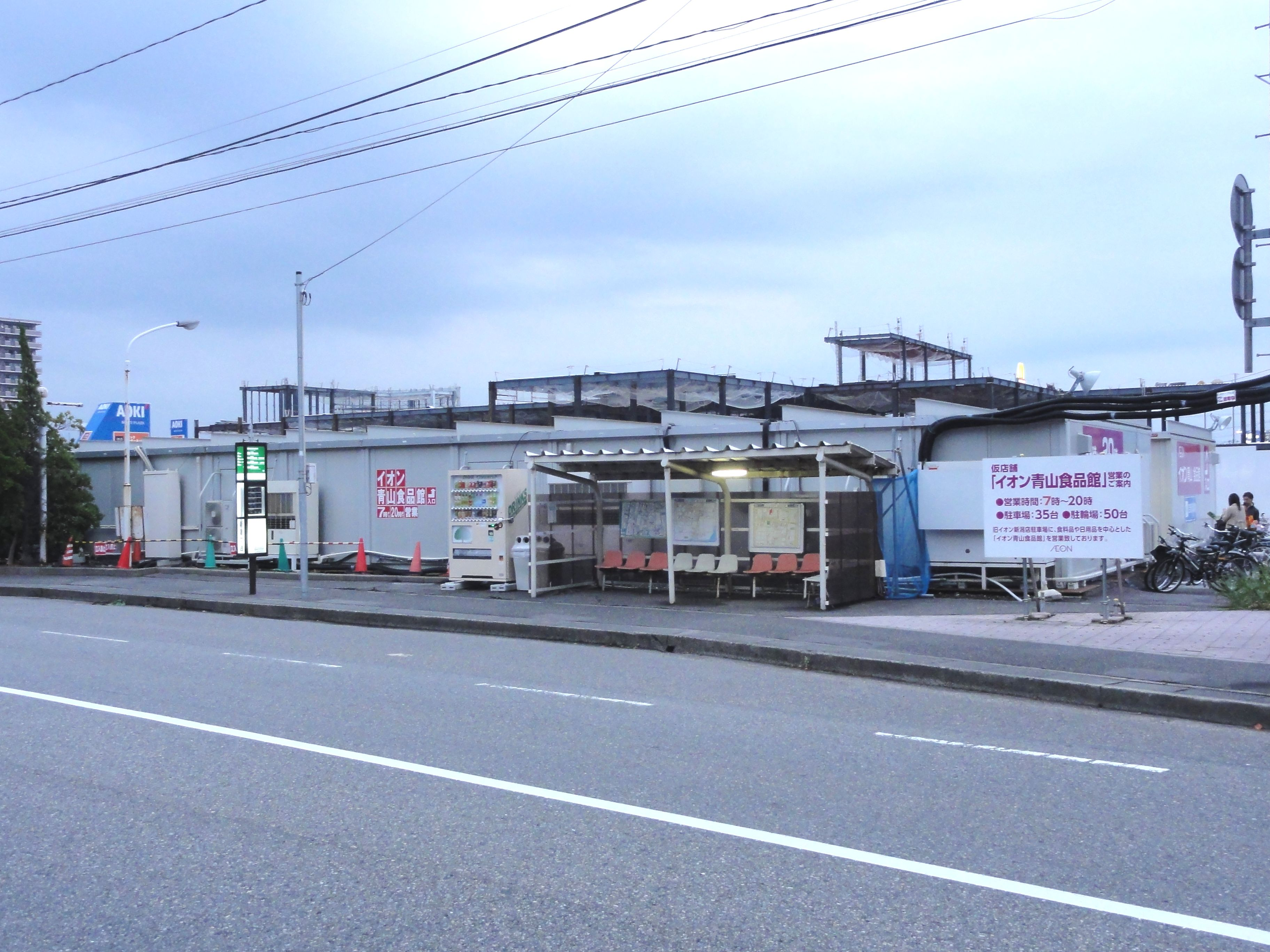
改築中の仮設店舗「イオン青山食品館」（2012年10月21日撮影）

周辺地域は1960年代後半以降から開発された住宅地で、イオンリテールでは少子高齢化が著しい近年の近隣地区の現状と住民への配慮を考慮して仮設店舗を設けることになり、同年3月21日から翌2013年3月3日までの間、旧正面ゲート前駐車場のスペースにおいて「イオン青山食品館」の営業を実施した。イオンが改修・改築中の店舗に仮設店舗を設置したのは、新潟県内では2004年（平成16年）10月23日の新潟県中越地震で被災した小千谷市のジャスコ小千谷店（現イオン）に次いで2例目であった。なお仮設店舗への商品供給は、同じ西区に所在するイオン新潟西店から行われた。
イオンリテール北陸信越カンパニーは2013年（平成25年）2月19日、改築中の店舗を4月23日にオープンし、店舗施設の名称を「イオン新潟青山ショッピングセンター」、核店舗となるイオンの店舗名称を「イオン新潟青山店」とする旨を発表した。

## フロア案内
売場は地上2階の2フロアから成り、構成は主に売り場の中心部がイオン、外郭部が専門店となっている。
なお1階の出入口は旧イオン新潟店の施設構成を踏襲して「正面ゲート」「青山ゲート」「平島ゲート」「関屋ゲート」の4箇所が設けられ、このうちイオンペット傍の関屋ゲートにはペット同伴者用ゲートが設けられている。

### 1階
- 食品とヘルス&ビューティー・レストランのフロア
  - 直営売場は食料品、お酒（イオンリカー）、日用雑貨、日用品、化粧品、医薬品、文具、時計、自転車（イオンバイク）、家電製品、メガネ（オプトバリュ）、寝具など
  - 専門店はイオンペット、サブウェイ、コメダ珈琲店、つつみ美容室など
  - ATMはゆうちょ銀行、第四北越銀行、イオン銀行

### 2階
- ファッション&ホビー・フードコート&クリニックのフロア
  - 直営売場は衣料品、服飾、おもちゃ、ベビー用品、靴（ジーフットの「グリーンボックス」）
  - 専門店はB-R サーティワンアイスクリーム、タカキュー、ブランシェス、未来屋書店など
  - 他に歯科（マーブルデンタルクリニック）、眼科（新潟青山クリニック）、接骨院（ひまわり青山鍼灸接骨院）などの医院等と、北陸地区では初出店となる未来屋書店運営の文化教室「イオンカルチャークラブ」やイオンゴールドカード・オーナーズカード会員等が利用できる「イオンラウンジ」が設置されている。

## 新潟市内のイオン店舗
新潟市内にはこの他、イオンの店舗及びショッピングセンターが13店舗存在する。なお、旧新交ストアー、セサミ、パワーズフジミの店舗に関しては、パワーズフジミの破産によるマックスバリュ東北（現：イオン東北）の店舗買収によって一旦マックスバリュとなり、その後イオンリテールが継承したもの。
- イオン新潟東店（1993年7月3日開業、東区大形本町三丁目）
「ジャスコ新潟東店」として開業した店舗。
店舗施設は2009年末まで藤木鉄工が所有していたが、2010年1月にイオンリテールへ譲渡されている。
- イオン藤見町店（東区藤見町二丁目）
旧「セサミ」→「パワーズフジミ本店」。
- イオン上木戸店（東区はなみずき2丁目）
旧「パワーズフジミ」。
- イオン白根店（1995年7月6日開業、南区能登）
「ジャスコ白根店」として開業した店舗。
- イオン新潟西店（2000年10月20日開業、西区小新南二丁目）
「新潟サティ」として開業した店舗。
旧新潟店は改築期間中、前述の仮設店舗「イオン青山食品館」として営業していたが、取扱品目が限定されていたため、イオンリテールは閉店翌日の2012年2月21日より旧新潟店の敷地付近に位置する青山一丁目・東青山・青山・青山本村の各バス停と小針周辺を経由してイオン新潟西店へ至る無料シャトルバスを1日8往復運行し、利便性を確保した。青山周辺からの所要時間は約15分[5]。無料送迎バスは青山食品館の閉店後も運行を継続し、新潟青山SCのオープンから5月6日までは開店フェアに合わせ、新潟西店および周辺の臨時駐車場との間を終日30分間隔で運行、翌5月7日からお買物無料バスへ切り替えられた。2025年1月時点では運行していない[6]。
- イオンスタイルラブラ万代（2007年3月2日開業、中央区万代一丁目）
万代シテイに所在していた「ダイエー新潟店」の跡地に開業したファッションビル「ラブラ万代」の地下1階に入居。
開業当初は「イオンラブラ万代店」として営業していたが、2016年7月22日の改装オープンに伴い、ファミリー向け業態である「イオンスタイル」へ改称[7]
- イオンスタイル上所（2019年4月27日開業、中央区上所三丁目）
江南区に移転した中央卸売市場跡地に開業。
- イオン笹口店（中央区南笹口二丁目）
旧「パワーズフジミ笹口店」。
- イオン山二ツ店（中央区山二ツ一丁目）
旧「パワーズフジミ山二ツ店」。
- イオンモール新潟亀田インター（2007年10月26日開業、江南区下早通柳田一丁目）
「イオン新潟南ショッピングセンター」として開業。2024年9月20日にSC名が「イオンモール新潟南」から現名称に変更された。
核店舗のイオンスタイル新潟亀田インターは当初「ジャスコ新潟南店」として営業。「イオン新潟南店」「イオンスタイル新潟南」への変遷を経て、2024年9月20日にSCの改称に合わせて現名称に変更。
- イオンスタイル新津（2020年5月29日開業、秋葉区南町）
- イオンスタイル黒埼（2025年3月18日開業[8]、西区山田）
- イオンスタイル白山浦（2025年3月27日開業[8]、中央区白山浦一丁目）

## 交通アクセス
関屋ゲート沿い（青山道下交差点角）には、新潟交通の青山バス停留所が設けられている。バス路線等の詳細については別途後述する。
- JR越後線 青山駅から徒歩約5分
- 新潟駅万代口バスターミナル0・1番線から「萬代橋ライン」各系統で「青山」下車
正面ゲートへは次の「青山本村」が最寄り停留所となる。
- 常設駐車場：合計777台収容（無料）[9]
  - 正面駐車場（229台収容、利用時間 7:00 - 23:00、車両高さ制限無し）
  - 屋上駐車場（548台収容、利用時間 9:00 - 21:00、車両高さ制限2.3m）

## 青山バス停
新潟市と新潟交通では、2015年（平成27年）9月5日にBRT路線「萬代橋ライン」の運行開始と、萬代橋ラインと運行区間が重複する路線の再編などを伴う大規模なダイヤ改正を実施し、それに際しイオン新潟青山店の関屋ゲート周辺をバス乗り継ぎのための結節点として整備した。
またイオンリテールでも、店内1階のイートインスペースの一角をバスインフォメーションコーナーとして整備し、各路線の発着時間を案内するデジタルサイネージのほか、ICカード「りゅーと」のチャージ機などが設置されている。
2019年5月現在の路線は以下の通りである。のりばの位置関係や路線図は「路線・のりば（新潟交通）」を参照。
| バス停名 | 位置                         | 乗り場 | 路線名                      | 系統・行先 |
| -------- | ---------------------------- | ------ | --------------------------- | --- |
| 青山     | 関屋ゲート東側               | 1番線  | ■ W3 寺尾線                 | W30 寺尾経由 内野営業所 ◆ W31 寺尾経由 新潟大学 ◆ W32 寺尾経由 信楽園病院 ◆ W33 寺尾経由 上新町 |
| 青山     | 関屋ゲート東側               | 1番線  | ■ W4 大堀線                 | W40・W45 大堀経由 内野営業所 ◆ W41 大堀経由 新潟大学 W42 大堀経由 信楽園病院 ◆ W43 大堀経由 信楽園病院・赤塚駅前 W43は槇尾 - 赤塚駅前間を西区バスとして運行。 土曜・休日は運休（信楽園病院方面はW42、槇尾方面はW44のみの運行）。 W44 大堀経由 文理高校前・内野営業所 |
| 青山     | 関屋ゲート東側               | 1番線  | ■ 青山循環線                | 青山 【循環】信濃町・上山経由 青山 |
| 青山     | 関屋ゲート東側               | 2番線  | ■ 萬代橋ライン              | B11 青山本村・青山一丁目 B13 大堀経由 西部営業所 |
| 青山     | 関屋ゲート東側               | 2番線  | 降車場                      | W6 千歳大橋線、W7 大野・白根線、W8 味方線 |
| 青山     | 関屋ゲート東側               | 3番線  | 降車場                      | 萬代橋ライン |
| 青山     | 関屋ゲート西側               | 4番線  | ■ 萬代橋ライン              | B10・B11・B13 白山駅前・市役所前・古町経由 新潟駅前 B10 【快速】市役所前・古町経由 新潟駅前 |
| 青山     | 関屋ゲート西側               | 5番線  | 降車場                      | W3 寺尾線、W4 大堀線、W5 小新線、青山循環線 |
| 青山     | 関屋ゲート西側               | 6番線  | ■ W4 大堀線 ■ W6 千歳大橋線 | W45・W60 千歳大橋経由 県庁前・美咲合同庁舎 |
| 青山     | 関屋ゲート西側               | 6番線  | ■ W5 小新線                 | W50 小新経由 亀貝中央 W51 小新・流通センター経由 亀貝中央 W12 有明経由 信楽園病院 |
| 青山     | 関屋ゲート西側               | 6番線  | ■ W7 大野・白根線           | W70 ふるさと村・大野経由 白根・潟東営業所 W70 【快速】ふるさと村・大野経由 白根・潟東営業所 W71 ふるさと村経由 大野 W72 ときめき・焼鮒経由 大野 |
| 青山     | 関屋ゲート西側               | 6番線  | ■ W8 味方線                 | W80 ふるさと村・大野経由 味方・月潟 W81 ふるさと村・大野・木場経由 味方・潟東営業所 |
| 青山     | アオキ前 （1 - 3番線向かい） | 7番線  | モーニングライナー          | W46 白山駅前・昭和大橋経由 新潟駅南口 |

- 萬代橋ラインの停留所番号は16。
- ◆は萬代橋ラインからの直通便を一部含む。
- 新バスシステム開業時は、寺尾線、大堀線の新潟駅方面へのダイレクト便・モーニングライナーは萬代橋ラインなどと同じ4・6番線発着だったが、2015年12月16日からは、開業前まで寺尾線、大堀線などの新潟駅方面の停留所として運用されていた7番線発着に変更された。しかし2017年3月25日のダイヤ改正では当停留所から先は萬代橋ライン扱いとして運行するようになったため4番線発となった。
- 大野・白根線の快速ダイレクト便・モーニングライナーは当停留所には停車しない（萬代橋ライン開業前と同じく、東青山バス停と第一高校側を直接結んでいる）。